# Fuentespina
Fuentespina es un municipio y localidad española de la provincia de Burgos, en la comunidad autónoma de Castilla y León. Se encuentra en la comarca de La Ribera y forma parte del partido judicial de Aranda.

## Geografía
Se encuentra situado al sur de la provincia de Burgos, a unos 91 kilómetros de la capital provincial. Se extiende en un terreno llano, estando el municipio a una altitud de 834 metros sobre el nivel del mar. Está atravesada por la Autovía del Norte, entre los pK 151 y 154. 
| Noroeste: Aranda de Duero                  | Norte: Aranda de Duero | Noreste: Fresnillo de las Dueñas |
| Oeste: Aranda de Duero, Campillo de Aranda |                        | Este: Fresnillo de las Dueñas    |
| Suroeste: Campillo de Aranda               | Sur: Milagros          | Sureste: Fuentelcésped           |

## Demografía
Fuentespina cuenta con una población de 816 habitantes (INE 2024).
| Gráfica de evolución demográfica de Fuentespina entre 1842 y 2021                                                     |
| |
| Población de derecho según los censos de población del INE. Población de hecho según los censos de población del INE. |

## Patrimonio

### Edificios civiles
Humilladero
El paseo arbolado de la ermita de la Santísima Trinidad quedaba unido al núcleo a través de la actual calle del Santo Cristo que cruzaba, transversalmente, la Calle Real. Este punto debió tener siempre carácter de encrucijada y se realzó, a niveles monumentales, con la construcción de un humilladero. La obra fue promovida en el verano de 1607.
Monumento enclavado en la confluencia de varias calle, de carácter religioso y punto de referencia para viajeros y caminantes, hacer un alto en el camino y respirar la belleza y la paz que emanan del mismo.
El inicio del proyecto para su construcción fue hacia el año 1607, promovido por la Cofradía de la Vera Cruz que quiso unir el Paseo arbolado de la Ermita de la Santísima Trinidad con la actual C/ Santo Cristo, como encrucijada principal y realzada monumentalmente con su construcción. La conservación en los archivos municipales de la documentación y proyecto gráfico permite conocer sus características iniciales y el diseñador del mismo, Hernando de Palacios.
En el proyecto original el Humilladero constaba de dos piezas, el crucero y el templete. En el centro se alzaba una columna toscana, elevada sobre tres gradas, sosteniendo una cruz, con dos caras, en las que aparecen las imágenes del Cristo Crucificado en una y en la otra la Inmaculada. El templete constaba de cuatro pilares cuadrangulares que sostenían un bajo antepecho. Posteriormente sustituyeron la columna toscana por una salomónica, única en la Comarca Ribereña de este tipo. Con el paso de los años y la falta de cuidados entró en ruina, pero hacia el año 1974, el ayuntamiento y la Parroquia restauraron el Humilladero que existe en la actualidad, trasladándole al otro lado de la carretera C-114 para mejorar la visibilidad de la misma.
Rollo
Una pequeña plaza situada al lado del frontón con una torre blanca y grande.
Las Plazas
En el conjunto urbano se abren escasos espacios significativos que han experimentado diversas transformaciones a lo largo de su proceso de consolidación. La plaza principal de la localidad fue, hasta la segunda mitad del siglo XVIII, el ámbito existente en torno a la fábrica parroquial de San Miguel. Se trata de una plaza de amplias dimensiones y forma irregular.
El acusado desnivel del terreno permitió articular este amplio espacio en dos sectores. Al norte, en la zona más elevada, se abre la plaza de la Iglesia. Presenta forma rectangular y aparece flanqueada, al oeste, por la cabecera del templo parroquial. La preside, desde su emplazamiento, destacado en altura, la Iglesia de San Miguel a la que se accede mediante una escalera desarrollada en este ámbito. Muy cerca de ella vemos una fuente que da nombre al espacio calle de la Subida al Caño en la actualidad.
La fuente, tal y como ha llegado hasta nosotros, parece corresponder a una actuación de finales de setecientos, a mediados del XIX contaba todavía con un lavadero hoy ya desaparecido. Es un gran pilón rectangular con alto muro de sillería a modo de frontal al que rematan plintos con bolas. Los caños se colocan en un cuerpo rectangular adosado en el frente coronándose a través de un frontón triangular.
La fisonomía actual de la plaza se ve muy alterada tras erigirse, a mediados de nuestra centuria, en un gran frontón. El citado proyecto introduce una barrera que dificulta la comunicación entre la plaza de la Iglesia y la calle Subida al Caño. Esta obra ha permitido unir, además, iglesia, escalera, fuente y frontón en un extraño conjunto de dimensiones desproporcionadas con respecto al caserío.

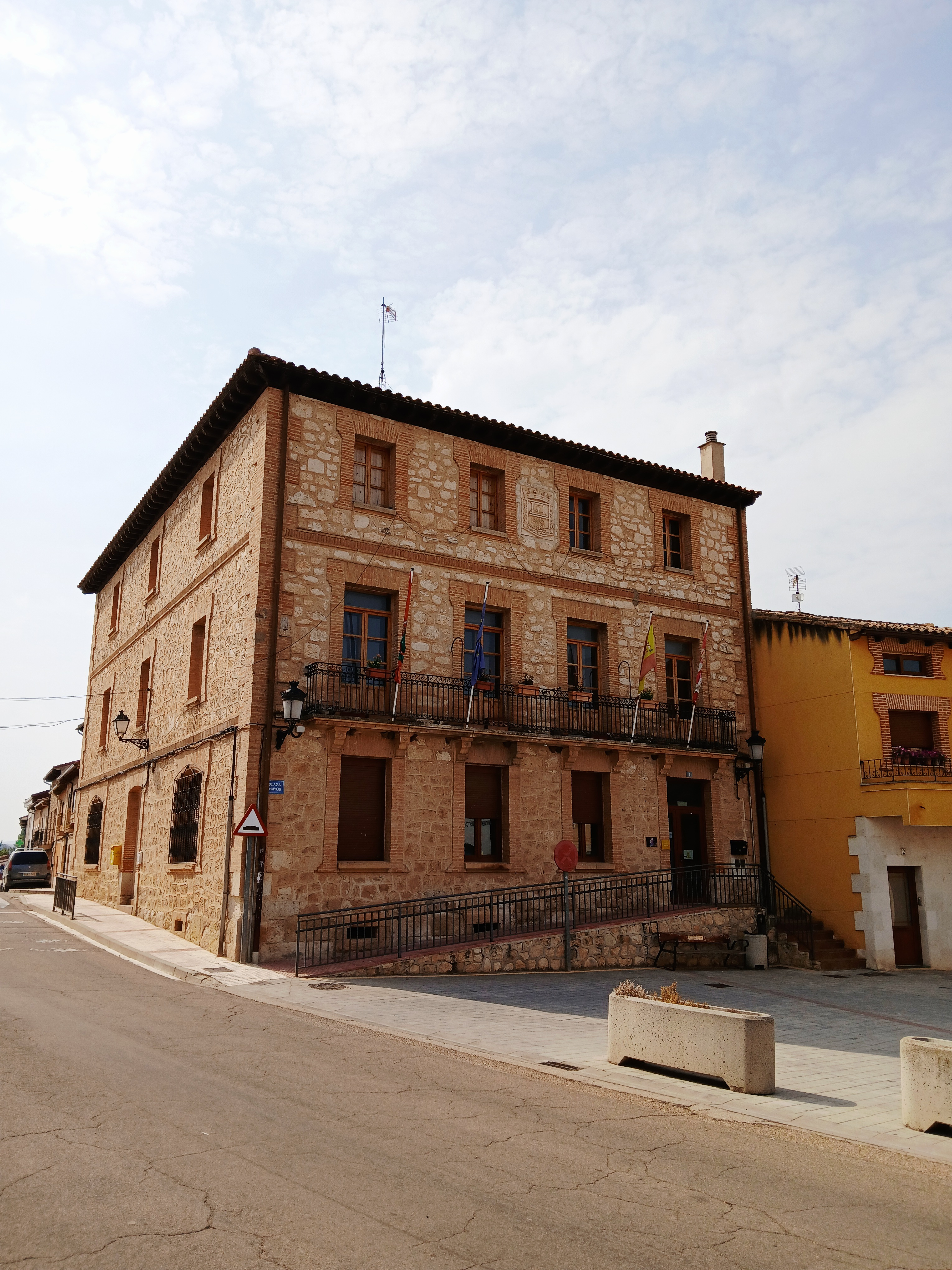
Casa consistorial

La otra plaza significada del núcleo fue la del Mesón que se configura durante la Edad Moderna. Es un ámbito de planta rectangular abierto en la antigua calle Real. Su origen parece estar relacionado con el paso del camino a la Corte y la necesidad de disponer de un área desde donde los viajeros pudieran acceder, de manera cómoda, al mesón de la villa. Esta plaza tuvo siempre un carácter eminentemente civil pues en ella se levantaron, también, otras dependencias del Concejo como la casa consistorial. Tal circunstancia dio lugar a que, a principios del siglo XIX, el citado espacio recibiera ya el nombre de plaza Mayor. Sin embargo la presencia religiosa se hizo notar al disponerse en el flanco norte, frente al Ayuntamiento, la casa del curato que reedificada en 1962, continúa desempeñando la misma función.
Los Paseos
Junto a las plazas, los vecinos de Fuentespina dispusieron de otros espacios destinados al esparcimiento situados en el exterior del casco urbano. El ejemplo más singular es el hermoso paseo arbolado que unía la villa con la ermita de la Santísima Trinidad.

### Edificios religiosos

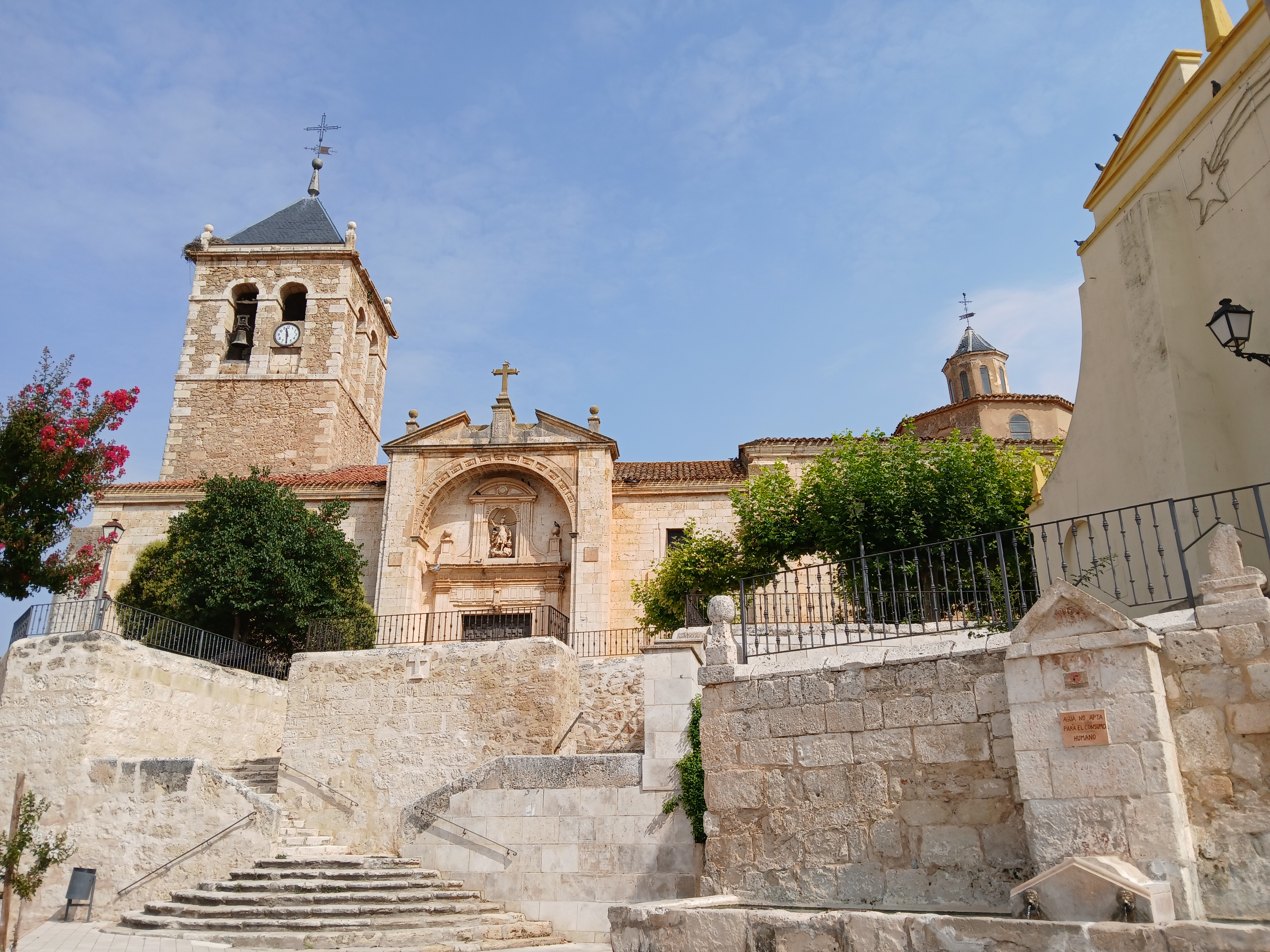
Iglesia de San Miguel
A lo largo de los siglos XVII y XVIII, Fuentespina localidad uniparroquial de la Iglesia de San Miguel, convierte en objetivo prioritario, el mantenimiento de su fábrica parroquial, que atravesando por momentos de ruina fueron acometiendo ambiciosas empresas constructivas que fueron configurando la imagen del templo que ha llegado hasta hoy. 
Su estudio resulta complejo pues es fruto de un largo proceso histórico, resultando en la actualidad un edificio en él. que perviven estructuras de fábrica bajo medieval. Ampliada y actualizada, en el siglo XVII, las actuaciones llevadas a cabo fueron tan singulares que la trasformaron, consolidándola como un gran edificio de características barrocas, donde resalta la esbelta Torre, que identifica a Fuentespina en la lejanía.

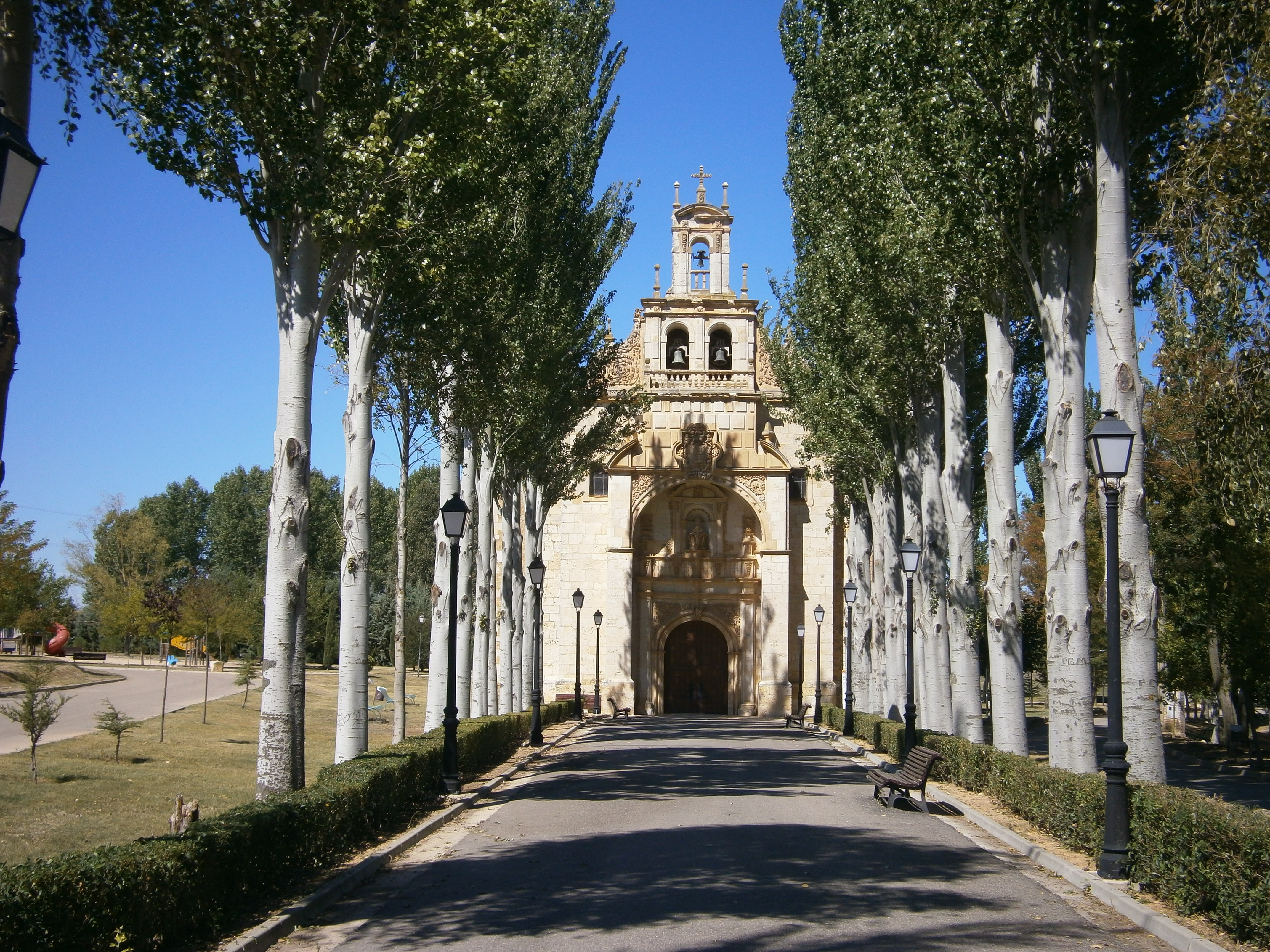
Ermita del Padre Eterno o de la Santísima Trinidad
Justamente, en el año 1.719, debido a la intensa devoción hacia la imagen de la Santísima Trinidad, el Concejo y la Cofradía de la Santísima Trinidad, emprendieron un ambicioso proyecto artístico que se costeó gracias al esfuerzo de todo el pueblo: la Construcción de una Ermita dedicada al culto de la citada Imagen: “la ermita de la Santísima Trinidad, un ejemplo de devoción popular en el barroco burgalés”.
Esta obra sustituye a una construcción anterior, pues desde mediados de 1.500 consta que hubo un edificio al que acudían el Concejo Arandino y numerosos fieles de toda la zona en una solemne procesión y romería.
El esfuerzo que Fuentespina concentró en este proyecto continúa hoy en día, así han ido acomentiéndose obras de mantenimiento que con el paso del tiempo se han hecho aconsejables, pero los trabajos más importantes fueron realizados a costa de la devoción popular que se llevaron a cabo en la segunda mitad del pasado siglo, donde se repararon los destrozos sufridos durante la guerra civil en la que el edificio fue utilizado como polvorín.
Magnífico edificio, declarado Bien de Interés Cultural con categoría de Monumento el día 9 de abril de 1992, y que se considera como uno de los mejores ejemplos de Ermitas Barrocas; enclavado en un entorno de singular belleza, donde la naturaleza ocupa un papel prioritario.